# Georgios Galitsios
Georgios Galitsios (Grieks: Γιώργος Γκαλίτσιος) (Larissa, 6 juli 1986) is een Grieks voetballer die als verdediger speelt.

## Carrière

### Clubcarrière
Galitsios speelde van 2005 tot 2008 voor AE Larissa. Hij werd aangetrokken door Olympiakos Piraeus, dat hem in 2011 verhuurde aan Panionios. In januari 2012 tekende hij bij KSC Lokeren Oost-Vlaanderen. Met deze club won hij twee keer de Beker van België. In 2015 werd zijn lopende contract niet verlengd, waardoor Galitsios enkele maanden zonder club zat. De Griek vond echter geen nieuwe club, waardoor Lokeren hem in februari 2016 een nieuw contract aanbood tot het einde van het seizoen.
Na afloop van zijn tweede periode zat hij opnieuw enkele maanden zonder club. Ditmaal bood Royal Excel Moeskroen in januari 2018 een uitweg. In de zomer van 2019 stapte Galitsios na anderhalf seizoen bij Moeskroen over naar Anorthosis Famagusta, waardoor hij na acht jaar de deur achter zich dichttrok in de Jupiler Pro League.

### Interlandcarrière
In 2009 werd hij eenmaal geselecteerd voor het Grieks voetbalelftal, maar debuteerde niet.

## Statistieken
| Seizoen | Club                  | Land                 | Competitie    | Duels | Doelp. |
| ------- | --------------------- | -------------------- | ------------- | ----- | ------ |
| 2004/05 | AE Larissa 1964       | Vlag van Griekenland | Beta Ethniki  | 1     | 0      |
| 2005/06 | AE Larissa 1964       | Vlag van Griekenland | Super League  | 27    | 0      |
| 2006/07 | AE Larissa 1964       | Vlag van Griekenland | Super League  | 26    | 0      |
| 2007/08 | AE Larissa 1964       | Vlag van Griekenland | Super League  | 27    | 2      |
| 2008/09 | Olympiakos Piraeus    | Vlag van Griekenland | Super League  | 6     | 0      |
| 2009/10 | Olympiakos Piraeus    | Vlag van Griekenland | Super League  | 22    | 0      |
| 2010/11 | Olympiakos Piraeus    | Vlag van Griekenland | Super League  | 3     | 0      |
| 2010/11 | → Panionios           | Vlag van Griekenland | Super League  | 9     | 2      |
| 2011/12 | Sporting Lokeren      | Vlag van België      | Eerste klasse | 15    | 0      |
| 2012/13 | Sporting Lokeren      | Vlag van België      | Eerste klasse | 38    | 0      |
| 2013/14 | Sporting Lokeren      | Vlag van België      | Eerste klasse | 33    | 1      |
| 2014/15 | Sporting Lokeren      | Vlag van België      | Eerste klasse | 27    | 0      |
| 2015/16 | Sporting Lokeren      | Vlag van België      | Eerste klasse | 11    | 1      |
| 2016/17 | Sporting Lokeren      | Vlag van België      | Eerste klasse | 34    | 0      |
| 2017/18 | Royal Excel Moeskroen | Vlag van België      | Eerste klasse | 9     | 0      |
| 2018/19 | Royal Excel Moeskroen | Vlag van België      | Eerste klasse | 15    | 0      |
| Totaal  | Totaal                | Totaal               | Totaal        | 303   | 6      |

Bijgewerkt t/ù 23 mei 2019.

## Palmares
| Competitie            |            |            |            |            |
| Competitie            | Aantal     | Jaren      |            |            |
| AE Larissa            | AE Larissa | AE Larissa | AE Larissa | AE Larissa |
| --------------------- | ---------- | ---------- | ---------- | ---------- |
| Beker van Griekenland | 1x         | 2007       |            |            |
| Olympiakos Piraeus    |            |            |            |            |
| Kampioen Griekenland  | 2x         | 2009, 2011 |            |            |
| Beker van Griekenland | 1x         | 2009       |            |            |
| Sporting Lokeren      |            |            |            |            |
| Beker van België      | 2x         | 2012, 2014 |            |            |